# 莎莉玛

莎莉玛

拿督莎莉玛（1942年4月28日—），马来西亚资深艺人。她曾与传奇巨星比·南利出演过多套经典电影，包括《Ali Baba Bujang Lapok》、《Madu Tiga》、《Ibu Mertua-ku》和《Tiga Abdul》。

## 早期生活
莎莉玛于1942年4月28日出生于彭亨州北根。读书期间，她非常活跃于羽毛球、曲棍球和跑步。

## 艺人生涯
1960年，她在丈夫的一位朋友（《马来前锋报》记者）帮助下得到了在安峇斯路工作室进行一次“试镜”的机会。这次试镜是由比·南利主持的，当时他正在拍摄电影《Antara Dua Darjat》。
莎莉玛首次出演的电影是1961年的《Ali Baba Bujang Lapok》。她在片中饰演Marjina。该片一经上映就获得了热烈反响，同时也让莎莉玛成为了新的影星，开始崭露头角。
1962年，莎莉玛再次被选中主演比南利执导的电影《Ibu Mertua-ku》。这是她第一次担任主角。这部电影也广受好评。莎莉玛后来回忆到，比南利是一位非常严肃和严格的导演，她说：“比南利非常挑剔。他不想犯错误。无论发生什么，他仍然希望我们按照他的意愿行事。”
之后，莎莉玛经常与演员金斯·三苏丁（Jins Shamsudin）搭档，合作过的电影包括《Si Tanggang》（1961）、《Indera Bangsawan》（1961）、《Lubalang Daik》（1962）、《Neracha》（1962）、《Batu Durhaka》（1962）、《Darah Muda》（1963）、《Bidasari》（1965）、《Sayang Si Buta》（1965）、《Gerak Kilat》（1966）、《Kanchan Tirang》（1968）、《Miang-Miang Keladi》（1968）、《Bukan Salah Ibu Mengandung》（1969）、《Menanti Hari Esok》（1977）、《Tiada Esok Bagimu》（1979）。
1981年，亚辛沙烈（Yassin Salleh）执导的影片《Dia Ibuku》在第二届马来西亚电影节上获得9项大奖。莎莉玛是这部电影的制片人，她本人也获得了电影节最佳女主角奖。

## 勋衔
为了表彰她在电影艺术领域的贡献，莎莉玛于2002年被授予彭亨王冠拿督勋章（DIMP），称号“拿督”。

## 个人生活
2011年，莎莉玛被检测出鼻癌。2022年，诊断患第3期大肠癌。
她与比南利关系良好且密切。莎莉玛在2024年 接受媒体采访时说，比南利是一位引导她进入艺术事业的导师。